# Tyreotropinreceptorer
Tyreotropinreceptorer eller TSH-receptorer, är ett slags receptorer för TSH, som finns på cellytan i sköldkörteln och nervsystemet.
Tyreotropinreceptorerna är en form av membranproteiner som fungerar som receptorer för neuropeptider, och tillhör den stora gruppen signalsubstansreceptorer. De ansvarar till exempel för att samla upp hormonfrisättande ämnen från blodomloppet, så att dessa kan verka i de celler som utsöndrar hormoner.
Tyreotropinreceptorer ansvarar för att binda TSH vid målceller i sköldkörteln när det passerar med blodet, så att TSH kan verka som informatör för frisättning av tyreoideahormoner i samma celler. Vid autoimmuna sköldkörtelsjukdomar, framför allt giftstruma och Hashimotos sjukdom, bildas antikroppar mot tyreotropinreceptorerna, TRAK respektive TPO-antikroppar.